# احمد بن سهل سرخسی
احمد بن سهل سرخسی، ادیب قرن سوم هجری قمری و معاصر یعقوب لیث صفاری است. وی از افراد قدرتمند زمان خویش بوده است. احمد بن فضل در آغاز سلطنت نصر بن احمد سامانی و به سال ۳۰۷ هجری قمری درگذشت.
آزادسرو، اولین گردآورنده داستان‌های قهرمانی و شاهنامه ای، از ملازمان و شاگردان احمد بوده است. فردوسی در معرفی آزادسرو در ابتدای داستان مرگ رستم، نام او را هم یاد می کند:
- یکی پیر بد نامش آزادسرو

که با احمد سهل بودی به مرو